# Sluis Bosscherveld

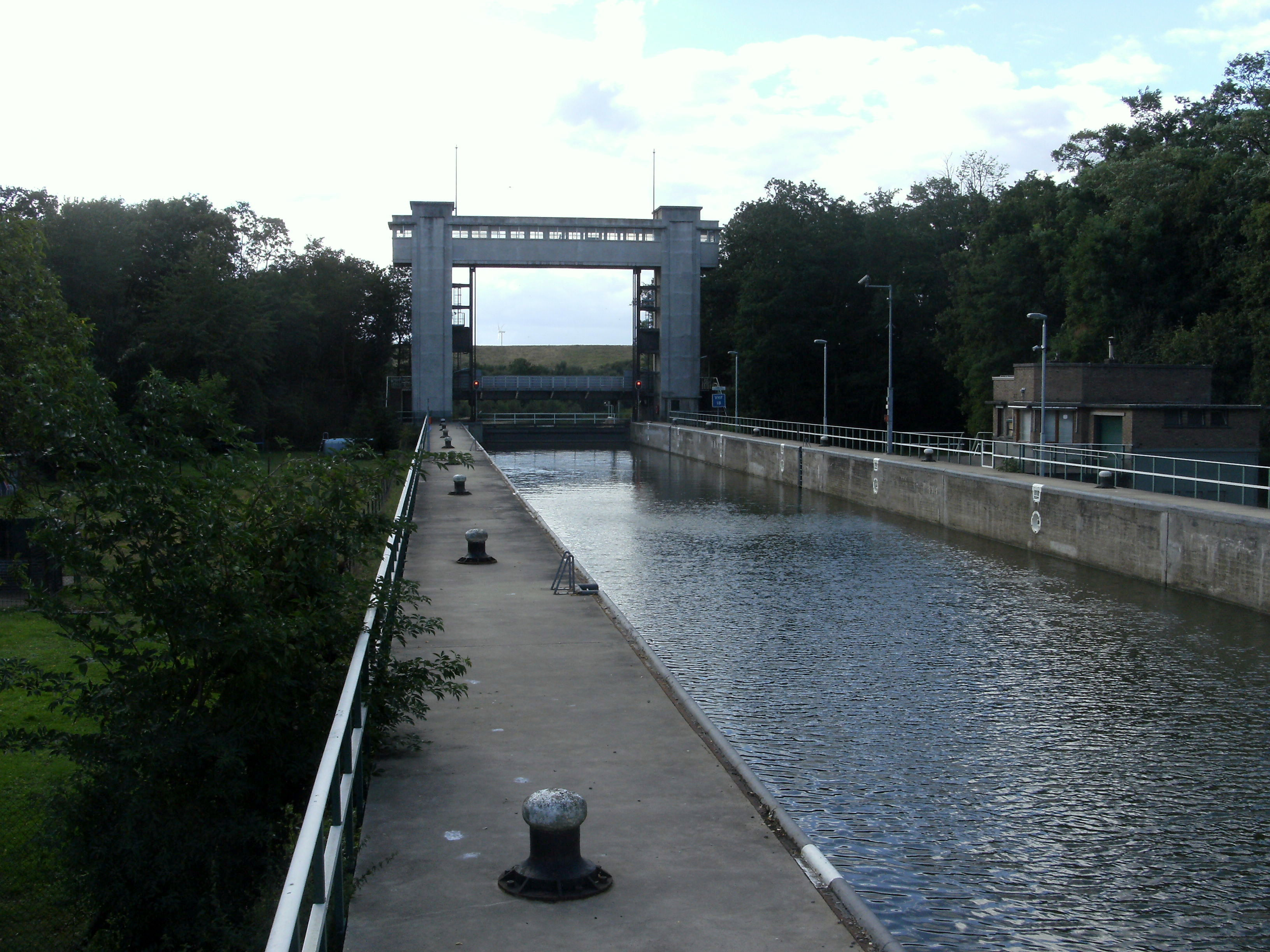
Sluis Bosscherveld

Sluis Bosscherveld is een sluis in het Afvoerkanaal tussen de Maas en de Zuid-Willemsvaart in het noordelijk deel van de Nederlandse stad Maastricht. De sluis is een van de waterwerken ter regulering van de Maas ten behoeve van de daarop plaatsvindende binnenvaart. De sluis bevindt zich niet zoals de naam suggereert in de buurt Bosscherveld maar in Boschpoort.
De sluis is een rijksmonument.

## Geschiedenis
Begin 20e eeuw wilde men de Maas beter geschikt maken voor de binnenvaart, die daarop reeds eeuwenlang plaatsvond. Een probleem was om een vaargeul van de juiste diepte te verkrijgen, teneinde de Maas bevaarbaar te maken voor schepen tot 2.000 ton laadvermogen. Daartoe diende de Maas te worden voorzien van een vijftal stuwen, namelijk te Linne, Roermond, Belfeld, Afferden/Sambeek en Grave. Naast elke stuw kwam een sluizencomplex. In 1915 werd het doel van het project omschreven als: het verkrijgen van een hoofdverkeersweg ten dienste van het vervoer van massa goederen uit eene streek, waar eene sterk ontwikkelde groot industrie te verwachten is. Rond deze tijd begonnen namelijk ook de Limburgse mijnen in toenemende mate te produceren en het vervoer van de steenkool geschiedde aanvankelijk slechts per spoor.
In 1930 kwam de sluis gereed, in het jaar ervoor was het Stuw- en sluiscomplex Borgharen gereedgekomen. De Sluis Bosscherveld was gebouwd naar het ontwerp van architect O. Reich in opdracht van Rijkswaterstaat.